# متروی دهلی
نقشه مترو
متروی دهلی سیستم قطار شهری در دهلی، هند است.
این مترو که دارای ۲۱۳ کیلومتر خط مترو است عملیات ساخت آن در اول اکتبر ۱۹۹۸ آغاز و در دسامبر ۲۰۰۲ به بهره‌برداری رسیده‌است. این مترو دارای ۶ خط است و ۱۶۰ ایستگاه می‌باشد. سامانه مترو دهلی روزانه ۲٬۸۰۰٬۰۰۰ نفر را جابه‌جا می‌کند.

## نقشه توسعه تاریخی مترو

Evolution of the Delhi Metro

## نگارخانه

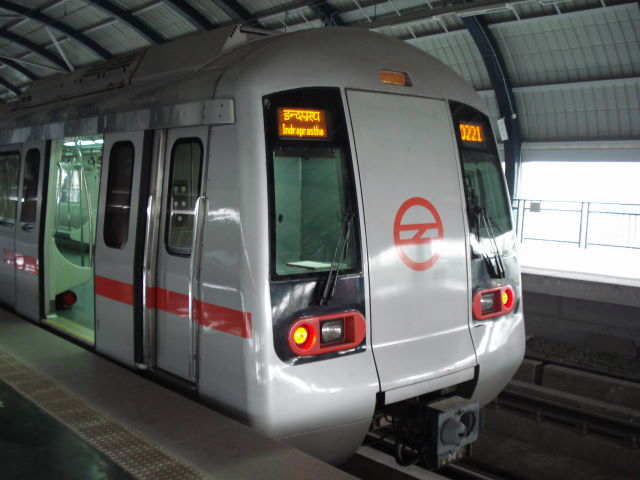
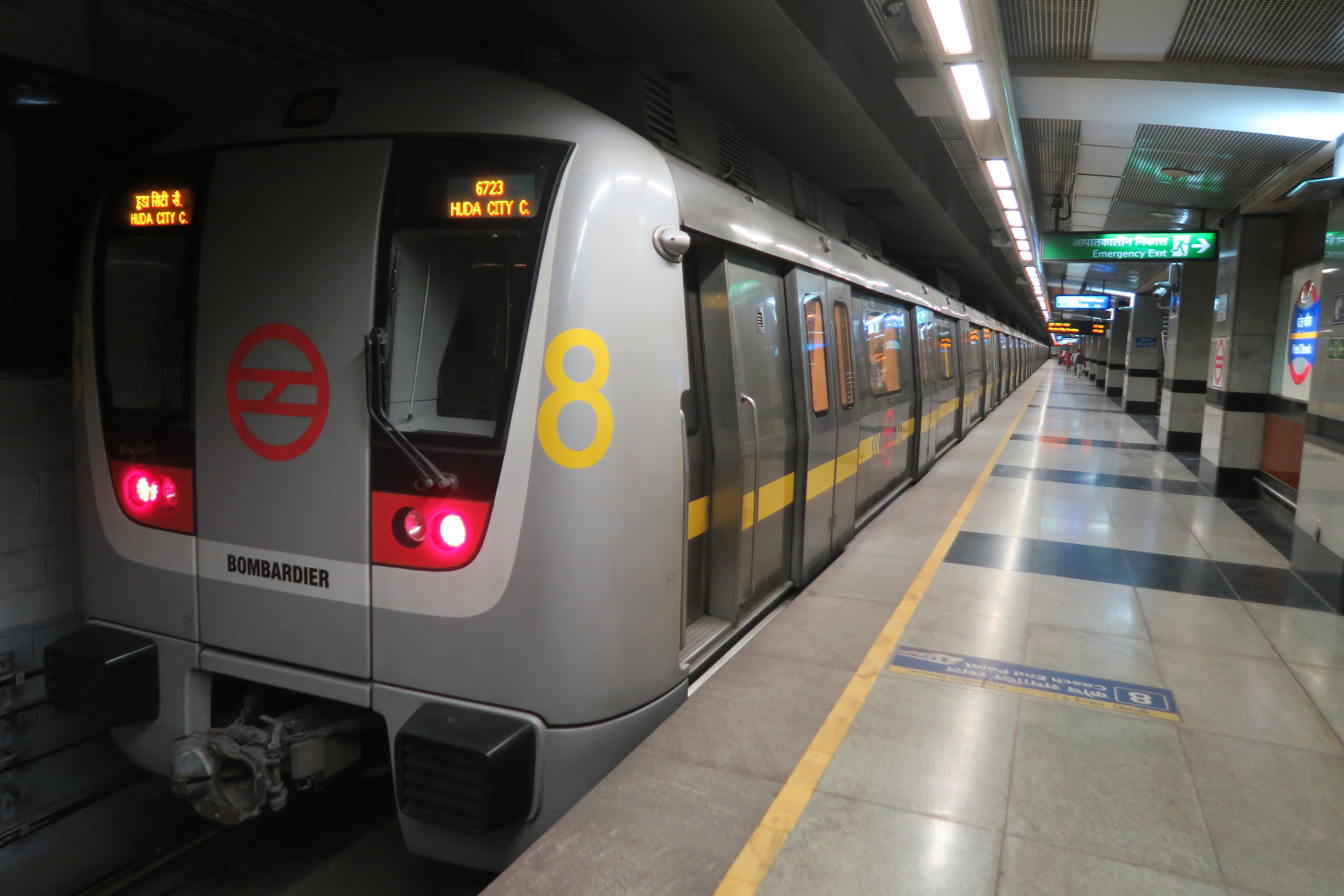
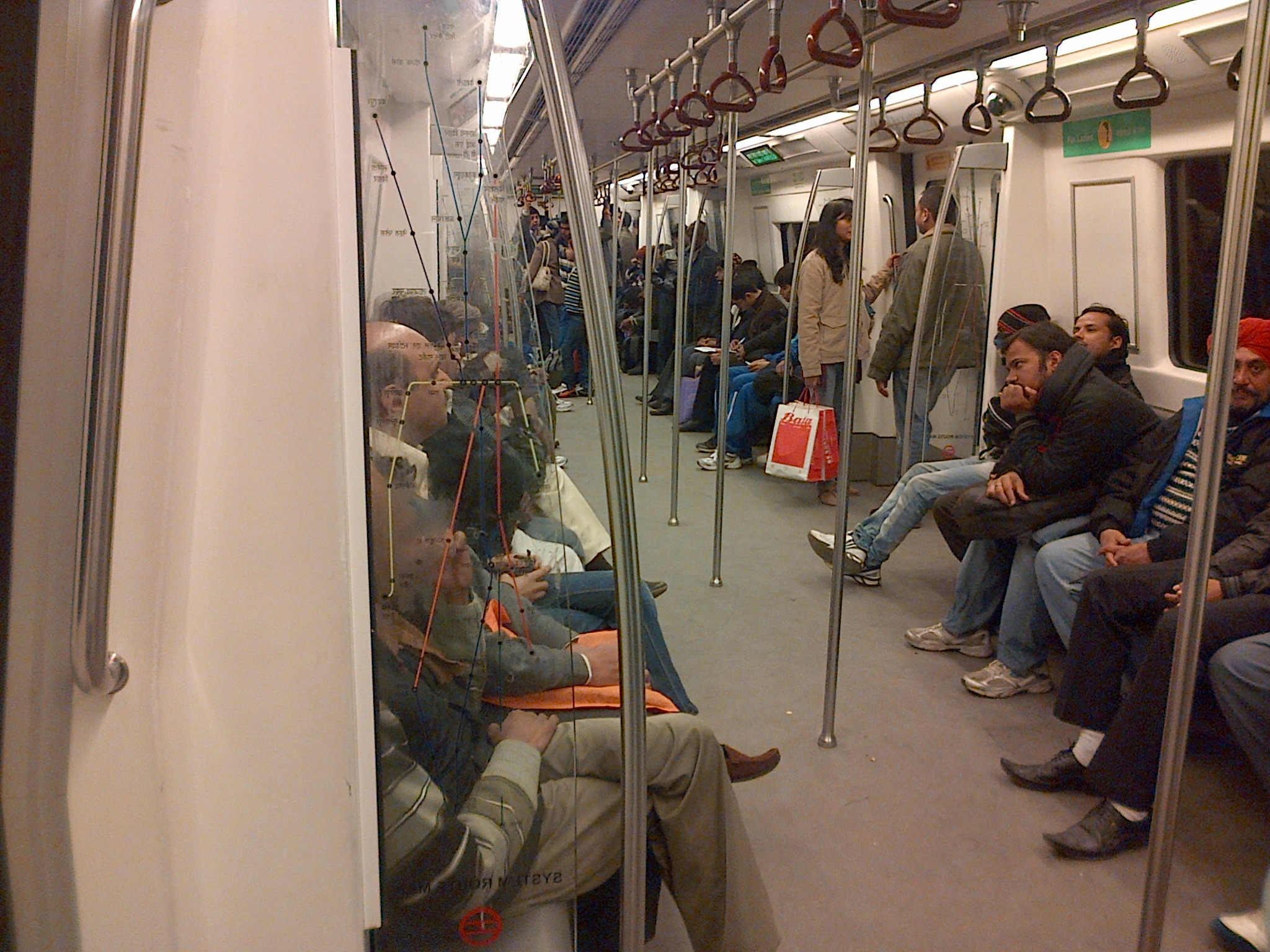
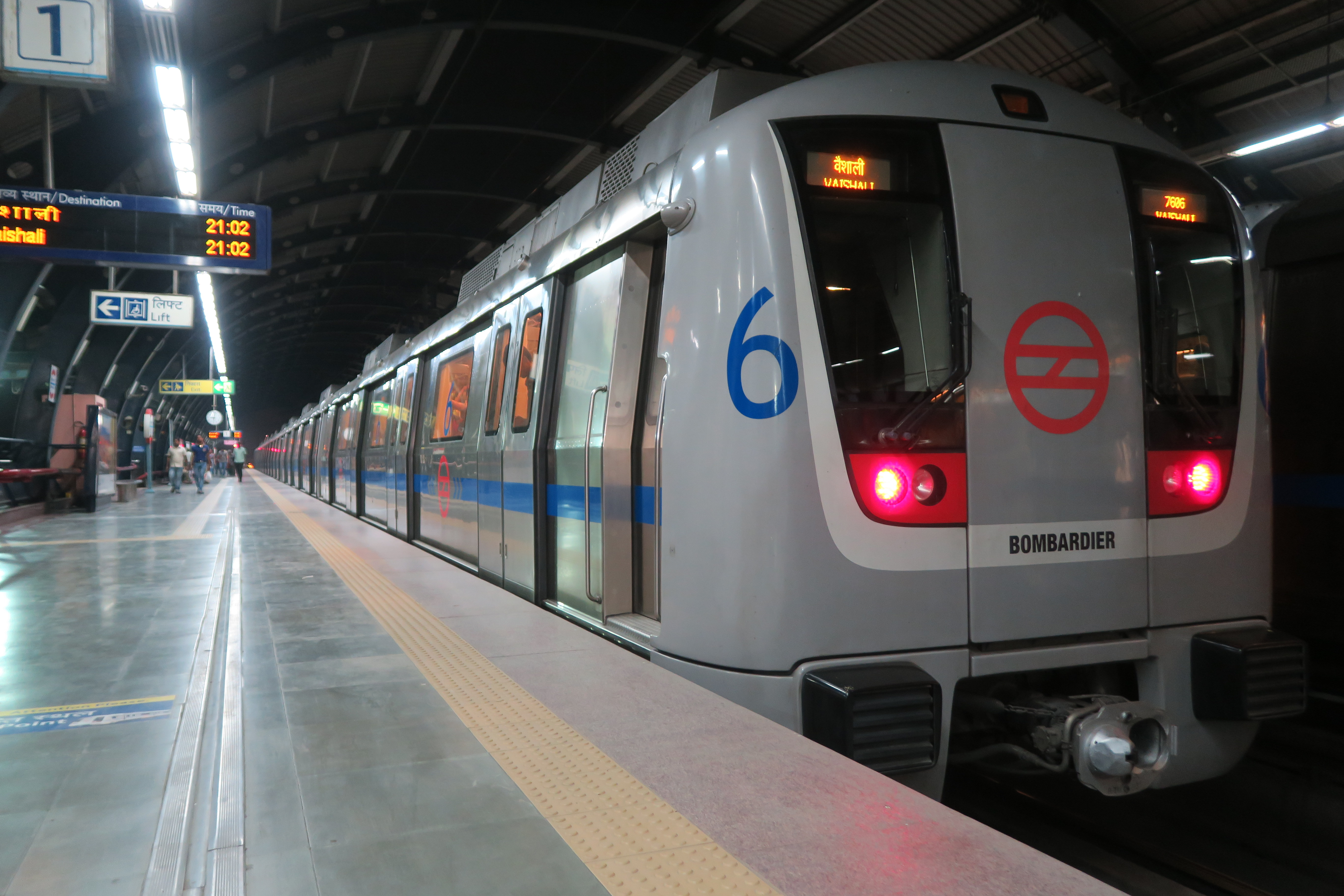
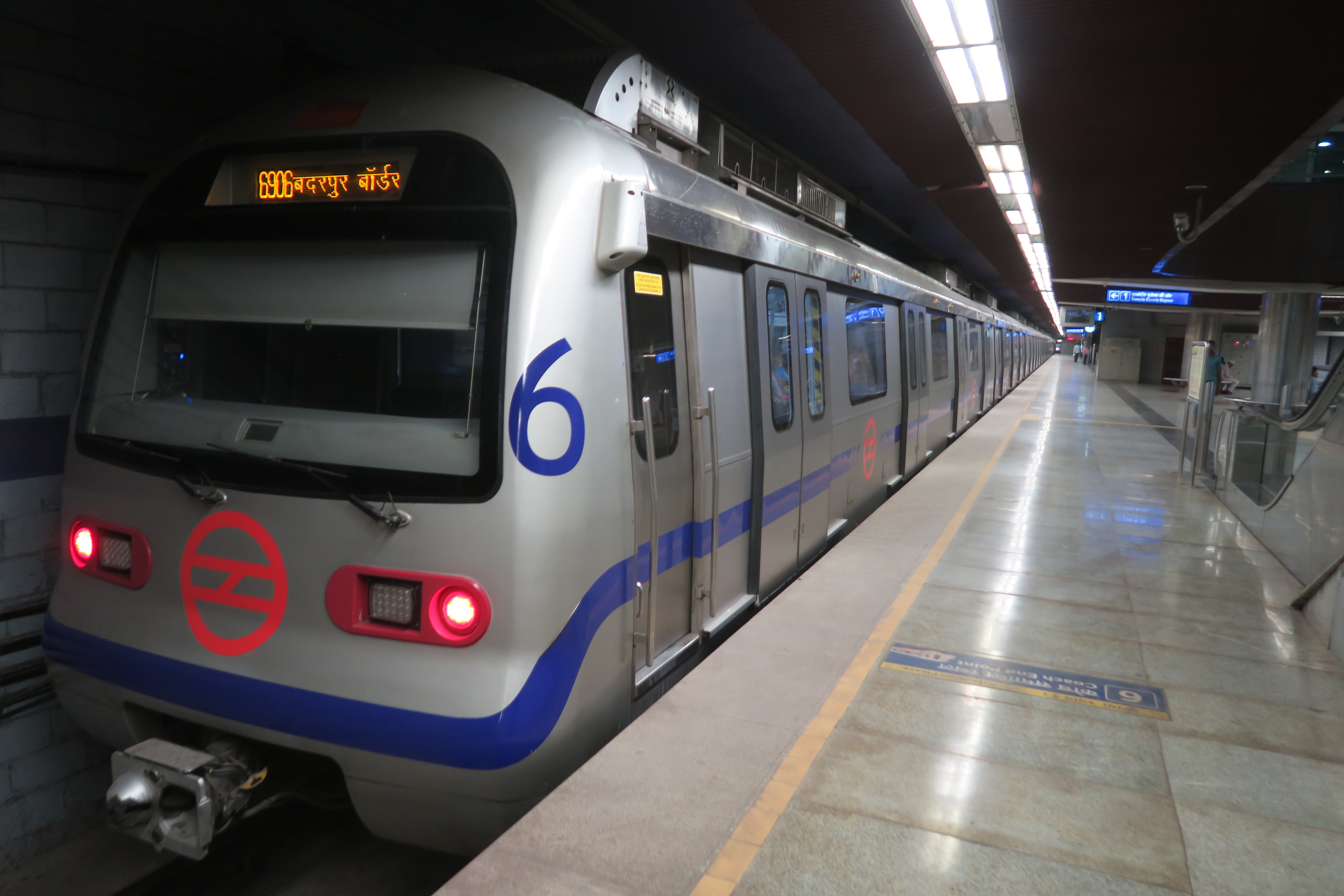
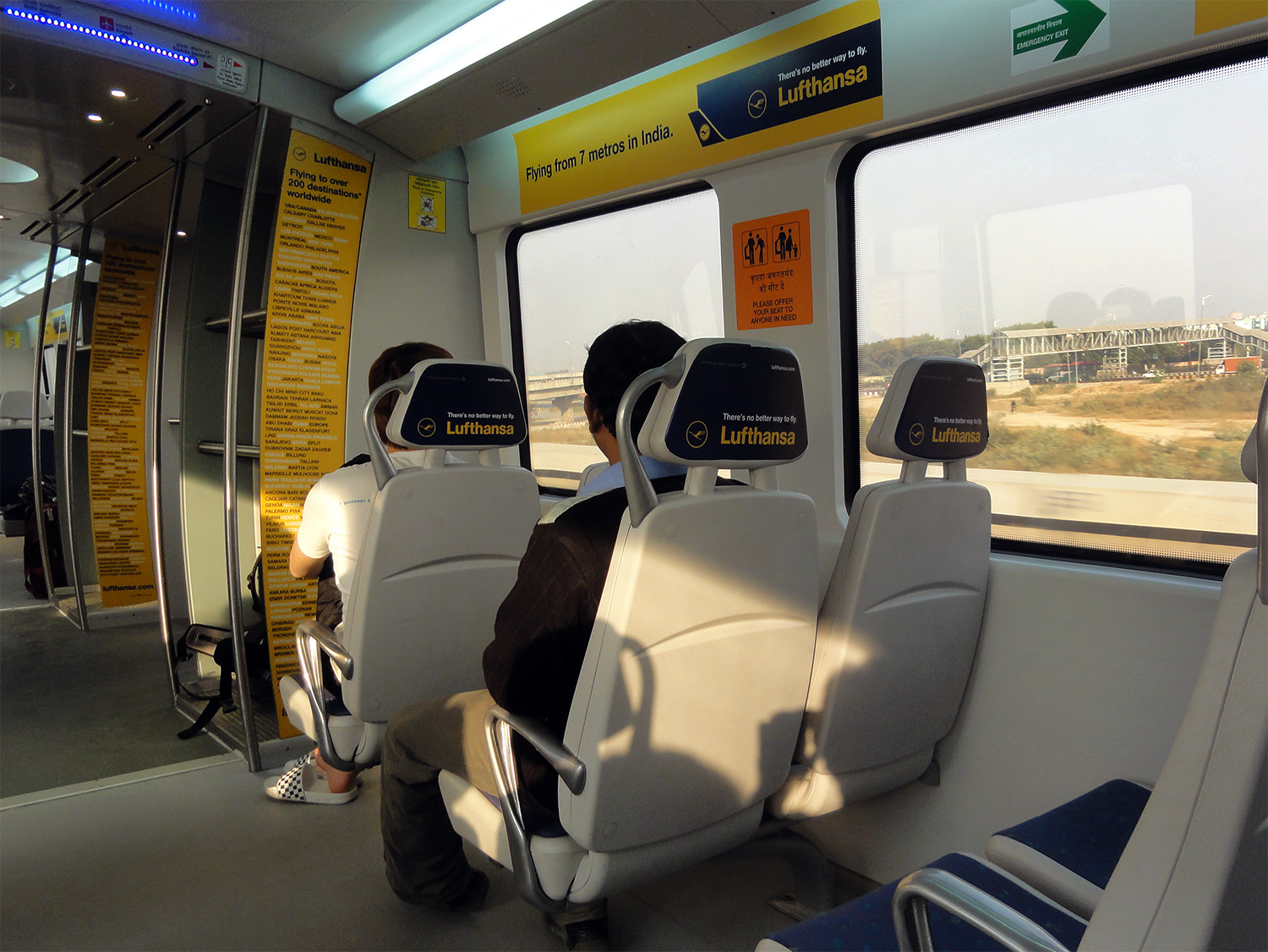